# Stor-Drocksjön
Stor-Drocksjön är en sjö i Härjedalens kommun och Ljusdals kommun i Hälsingland och ingår i Ljusnans huvudavrinningsområde. Sjön har en area på 1,47 kvadratkilometer och ligger 409,9 meter över havet. Sjön avvattnas av vattendraget Jättån (Djupsjöån).
```
 Vi sjön har man gjort ett gravfynd innehållande en smedutrustning från 500-talet e.Kr.
```

## Delavrinningsområde
Stor-Drocksjön ingår i det delavrinningsområde (686387-145369) som SMHI kallar för Utloppet av Stor-Drocksjön. Medelhöjden är 459 meter över havet och ytan är 21,01 kvadratkilometer. Det finns inga avrinningsområden uppströms utan avrinningsområdet är högsta punkten. Jättån (Djupsjöån) som avvattnar avrinningsområdet har biflödesordning 3, vilket innebär att vattnet flödar genom totalt 3 vattendrag innan det når havet efter 210 kilometer. Avrinningsområdet består mestadels av skog (68 procent). Avrinningsområdet har 1,62 kvadratkilometer vattenytor vilket ger det en sjöprocent på 7,7 procent.